# 비탈리 셰르보
비탈리 베네딕토비치 셰르보(벨라루스어: Віт́аль Венядзі́ктавіч Шчэ́рба 비탈 베냐직타비치 셰르바, 러시아어: Вита́лий Венеди́ктович Ще́рбо, 1972년 1월 13일 ~ )는 소련과 벨라루스의 체조 선수이자, 1992년 하계 올림픽 6관왕이다.

## 생애
당시 소련의 일부인 벨라루스 소비에트 사회주의 공화국의 수도 민스크에서 태어나 7세 때 체조를 시작하였다. 재능의 인정을 받아 유소년 운동 선수들을 위한 기숙사 학교로 진학하여 코치들의 기대를 받으며 성장했다.
셰르보의 첫 국제 대회는 1989년 주니치컵으로 이 대회에서 4위에 올랐다. 국제 대회 첫 입상은 1990년 브뤼셀에서 열린 월드컵에 소련 국가대표로 참가할 때였다. 그는 이 대회에서 발레리 벨렌키의 뒤를 이어 종합 준우승에 올랐다. 1990년에는 스위스 로잔에서 열린 유럽 선수권 대회에 참가하여 도마 종목에서 10.0의 만점을 얻는 등 활약을 하여 도마, 마루, 평행봉 종목에서 금메달을 획득했다. 이듬해인 1991년에는 미국 인디애나폴리스에서 열린 자신의 첫 세계 선수권 대회에 참가하였고, 개인 종합 부분에서 동료 그리고리 미수틴의 뒤를 이어 2위를 차지했다.
소련 붕괴로 바르셀로나에서 열린 1992년 하계 올림픽에는 독립 국가 연합을 대표하여 참가한 그는 단체전, 개인 종합, 안마, 링, 도마, 평행봉에서 6개의 금메달을 획득하여 대회 최고 다관왕에 올랐다. 올림픽이 끝난 후 벨라루스에 있는 그의 아파트에서 그의 돈, 귀중품, 올림픽 언행록이 털리는 사건이 발생했으나 그의 금메달들은 모친의 집에 보관되어 있어 무사했다. 이후 가족을 이끌고 미국으로 이주하여 펜실베이니아주에 정착하였다.
1993년부터 모국인 벨라루스 국가대표 선수로 활동, 1993년 세계 선수권 대회에서 금메달 3개를 획득했다. 애틀랜타에서 열린 1996년 하계 올림픽에서는 부인의 사고와 자신의 어깨 수술로 인하여 준비를 소홀히 한 탓으로 4개의 동메달에 그치고 말았다.
올림픽을 마친 후 다음해 세계 선수권 대회에 나갈 계획을 세웠으나, 오토바이 사고로 은퇴하였다. 현재 라스베이거스에서 자신 소유의 체육관을 경영하고 있다.

## 같이 보기
- 올림픽 다관왕 목록